# Jan Hiermeyer

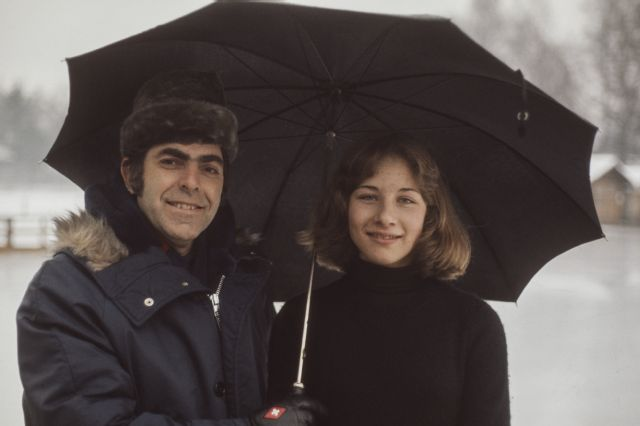
Jan Hiermeyer (links) neben der Schweizer Eiskunstläuferin Karin Iten; Aufnahme von 1973

Jan Hiermeyer (* 19. Januar 1929; † 5. Juli 2014 in Frauenfeld) war ein Schweizer Sportreporter, Fernsehmoderator und Countrymusiker.

## Werdegang
Jan Hiermeyer war seit den 1950er-Jahren ein bekannter Sportkommentator beim Schweizer Radio und Fernsehen und in seiner Jugend auch Torhüter in der Nationalliga bei Young Fellows Zürich und dem FC Schaffhausen.
Der gelernte Radio-Elektriker arbeitete zunächst für das Radio. 1954 wechselte der Schaffhauser, als erster und einziger Sportreporter, zum damals noch als Versuchsbetrieb gestarteten Schweizer Fernsehen. Von 1958 bis 1962 war er der erste Sportchef des Fernsehens der deutschen und rätoromanischen Schweiz.
Er übernahm die Präsentation vieler wöchentlich wiederkehrender Sendegefässe wie Sport am Wochenende (ausgestrahlt 1961–1993, Hiermeyer gehörte fast durchwegs zum Moderatorenteam), Sportecho (eingeführt 1965, später durch andere Hintergrundmagazine ersetzt) oder der Sendung Sportpanorama (1977 lanciert) sowie Sondersendungen wie letztmals während der Eishockey-Weltmeisterschaft in der Schweiz 1990. Hiermeyer war stets Moderator und Reporter.
Als Live-Kommentator spezialisierte er sich auf Fussball, Eishockey, Eiskunstlaufen, Bobsport und Rudern (mit rund 30 Reportagen von der Internationalen Rotsee-Regatta in Luzern).
Von acht Olympischen Winterspielen kommentierte Jan Hiermeyer vor Ort: 1956, 1964, 1968, 1972, 1976, 1980, 1984 und 1988. Hiermeyer war in Cortina d’Ampezzo 1956 der einzige Vertreter seines Senders, später in Grenoble 1968 und in Sapporo 1972 dann zu dritt mit Karl Erb und Martin Furgler, 1988 aus Calgary berichteten bereits acht Live-Reporter für die Television der deutschsprachigen Schweiz.
Ein Highlight war die Kür im Eistanz von Jayne Torvill und Christopher Dean an den Olympischen Winterspielen in Sarajevo 1984, welche im künstlerischen Wert vom Preisgericht neunmal von neun Richtern die Maximalnote erhielt. Aus Respekt vor der Leistung und Harmonie von Torvill/Dean schwieg Jan Hiermeyer bewusst während ihres gesamten tänzerischen und musikalischen Vortrags.
Ebenso vor Ort kommentierte Jan Hiermeyer an den Olympischen Sommerspielen in München 1972 und war regelmässig Heimstudio-Moderator bei sportlichen Grossveranstaltungen.
Jan Hiermeyer reportierte für das Fernsehen die Eröffnungsspiele an der Fussball-Weltmeisterschaften 1966, 1978, und 1986 sowie das Endspiel an der Fussball-Weltmeisterschaft 1974 zwischen der Bundesrepublik Deutschland und der Niederlande. Er war bereits 1954 während der WM in der Schweiz als Live-Reporter im Einsatz und reportierte die drei Spiele der Schweizer Nationalmannschaft an der WM-Endrunde 1966 in England, welche für 28 Jahre die letzte Qualifikation der Eidgenossen für eine Weltmeisterschafts-Endrunde bedeuteten.
Dazu kommentierte Hiermeyer zahlreiche weitere Länderspiele, z. B. das Entscheidungsspiel zur WM-Endrunde 1962, Schweiz gegen Schweden, ausgetragen in Berlin 1961, welches die Schweiz gegen den damaligen amtierenden Vize-Weltmeister gewann, oder den legendären Sieg der Schweiz im Rahmen der WM-Qualifikation unter Trainer Paul Wolfisberg gegen England in Basel 1981, viele Europapokal(final)spiele und Schweizer Pokalendspiele, z. B. den Cupfinal von 1975, FC Basel gegen FC Winterthur (Videoausschnitt aus der Originalreportage), oder den Cupfinal von 1985, FC Aarau gegen Neuchâtel Xamax (Videoausschnitt aus der Originalreportage mit dem spielentscheidenden Treffer).
Während rund zwanzig Jahren war er der Schweizer Moderator bei der internationalen Spielshow Spiel ohne Grenzen. Nach seiner Pensionierung beim Schweizer Fernsehen widmete er sich besonders der Countrymusik; nebenbei war er noch eine Zeit lang für Radio Munot tätig.

## Diskografie
- A Man and his Passion, 1989
- Made in Nashville, 1991
- Train Songs, 1997
- Dreams.....sometimes come true, 2001